# Propositura dei Santi Marco e Lorenzo
La propositura dei Santi Marco e Lorenzo è un edificio sacro che si trova in via Mino da Poppi 4, a Poppi.

## Storia e descrizione
Eretta nel 1284 una precedente chiesa, essa fu ricostruita nelle forme attuali nel XVIII secolo e riconsacrata nel 1784. La semplice facciata, introdotta da una simmetrica scala settecentesca che segue il pendio del terreno, presenta un timpano triangolare impostato su due lesene laterali e un portale inquadrato da una cornice liscia con timpano curvo sormontato da una finestra.

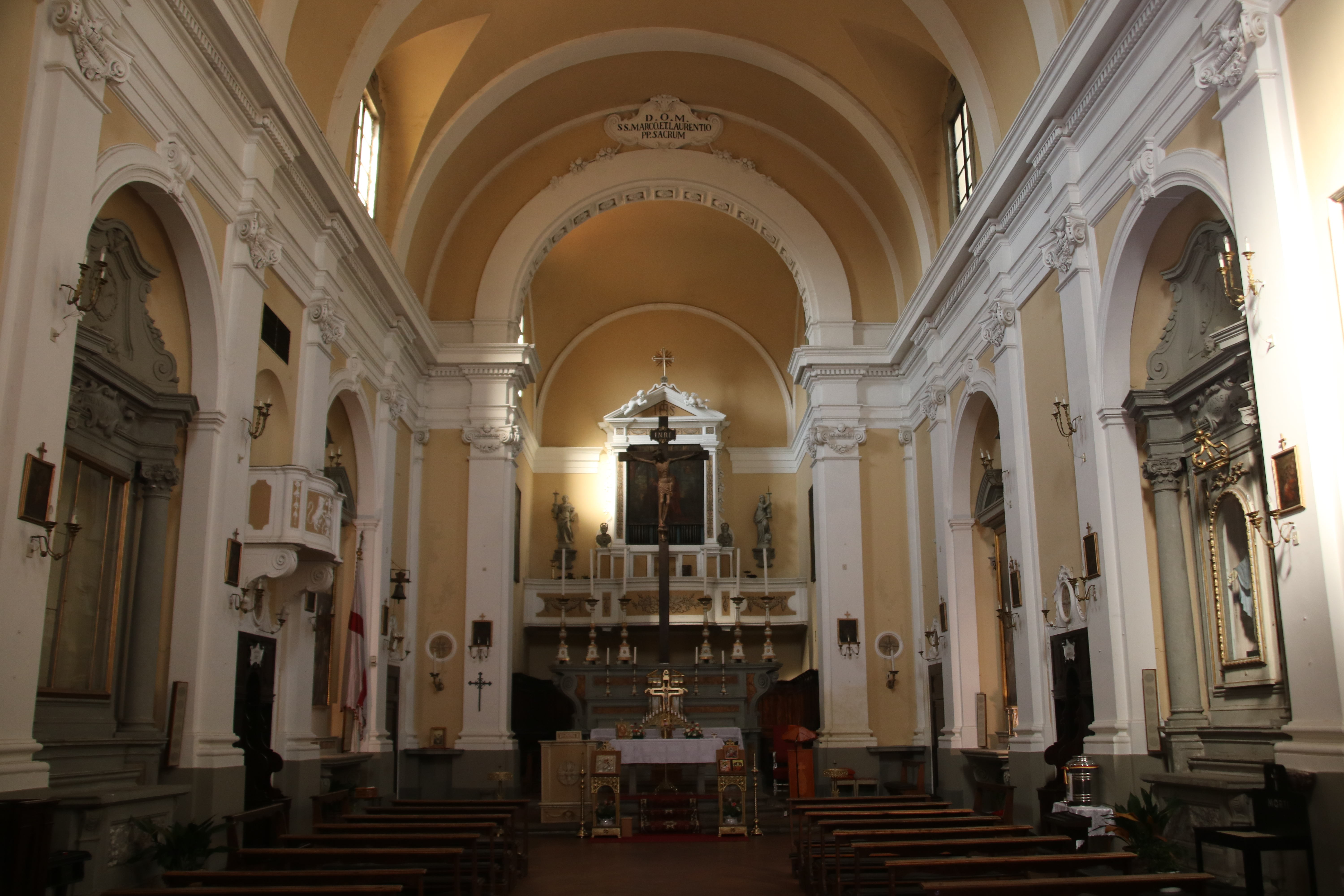
Poppi, Propositura dei SS. Marco e Lorenzo, interno

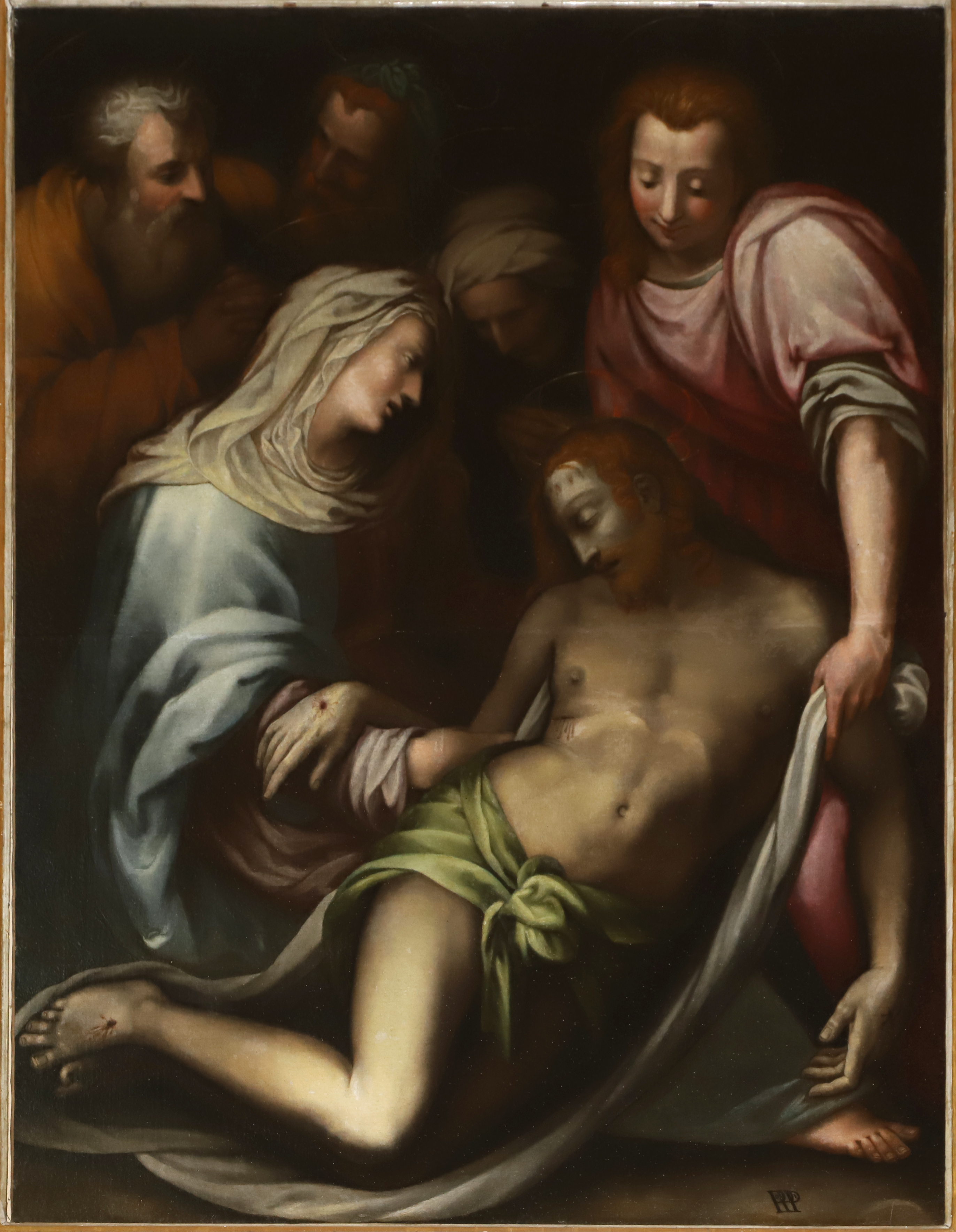
Il Poppi, Deposizione, 1580-90 ca.

L'interno ha un impianto a navata unica, scandita da lesene di ordine composito; la volta a botte è interrotta da sei fasce. Le quattro cappelle laterali mostrano altari di gusto tardobarocco con significative pale. Al primo altare destro è una Madonna col Bambino e Santi di un artista anonimo del Settecento. Nella parete adiacente è appesa Deposizione di Francesco Morandini detto il Poppi, firmata in basso a destra e databile alla fine degli anni ottanta del Cinquecento, nel quale il disegno e la tecnica pittorica ricercate e impeccabili si coniugano ormai con una depurazione delle forme ispirata ai modelli fiorentini dell'inizio del secolo e a un'intonazione devozionale e pietistica di stampo già controriformato.
Al terzo altare a destra è un'altra tavola di Francesco Morandini detto il Poppi con la Pentecoste, precedente di qualche anno e probabilmente eseguita tra 1575 e 1577 circa.  
L'altare maggiore settecentesco è sormontato da un Crocifisso ligneo della seconda metà del Quattrocento, di cultura germanica nella minuzia descrittiva dell'anatomia e nella drammaticità del volto, attribuito al Maestro del Crocifisso di Bagno di Romagna, un seguace di Giovanni Teutonico.
Un'altra interessante opera, all'ultimo altare sinistro, è la Resurrezione di Lazzaro di Jacopo Ligozzi, firmata e datata 1619, ma forse condotta in collaborazione con il figlio Francesco.